# 波特诺 (北达科他州)
波特诺（英語：Bottineau），是美国北达科他州下属的一座城市。根据2010年美国人口普查，该市有人口2,211人。2011年估计该市有人口2,215人，相对于2010年，增长率为0.18%。